# Sukaraya (Suku Tengah Lakitan Ulu)
Sukaraya is een bestuurslaag in het regentschap Musi Rawas van de provincie Zuid-Sumatra, Indonesië. Sukaraya telt 1539 inwoners (volkstelling 2010).